# Gmelinoides fasciatus
Gmelinoides fasciatus is een vlokreeftensoort uit de familie van de Micruropodidae. De wetenschappelijke naam van de soort is voor het eerst geldig gepubliceerd in 1899 door Stebbing.